# طارق الجندي
طارق الجندي (مواليد 15 حزيران/ يونيو 1983) عازف عود وملحّن ومؤلف موسيقي أردني. عمل وشارك مع العديد من الفرق الموسيقية الأردنية وأسس بعضها، كما يقوم بورش تعليم في الأرياف والمخيّمات، بالإضافة على اهتمامه بالحفاظ على الأغاني الشرقية القديمة، حيث يقوم بإعادة عزفها بطريقته الخاصة. شارك في مهرجانات دولية في كثير من الدول العربية والأجنبية ليمثل فيها الأردن، وحصل على عدد من الجوائز.

## السيرة الشخصية
نشأ الجندي في عمّان، وقد بدأ بدراسة آلة العود بسن الحادية عشرة من عمره عندما التحق بالفرع التحضيري في الأكاديمية الأردنية للموسيقى. أنهى عام 2008 دراسته الأولى بتخصص الهندسة الكيميائية من جامعة العلوم والتكنولوجيا الأردنية. وقد أكمل في عام 2011 دراسته الموسيقية بتخصص الاداء الموسيقي على آلة التشيلو في المعهد الوطني للموسيقى. وقد التحق بنفس السنة  بالجامعة الأردنية لإكمال دراساته العليا بتخصص التربية الموسيقية، ليتخرج عام 2013 بتقدير امتياز مناقشًا رسالته التي اقترح فيها منهج لتدريس السلالم (المقامات العربية) على  آلة العود إستنادًا إلى المنهج المتبع في تدريس السلالم الغربية على آلة التشيلو.
تزوج الجندي عام 2010 من الموسيقية آلاء التكروري، والحاصلة على الماجستير في الأداء على آلة الفلوت من جامعة كينغستون في بريطانيا، وعملا معًا في المجال الموسيقي، فهي عازفة في فرقة طارق الموسيقية.

## السيرة المهنية
استفاد الجندي من العديد من الأساتذة الأردنيين والعرب، كما شارك في بداياته الفنية مع الفنان اللبناني شربل روحانا في ورشة عمل. وقد شارك الجندي في مهرجانات دولية عديدة داخل الأردن وخارجه. وهو يعمل كمحاضر غير متفرغ لمادة النظريات الموسيقية ومدرّس لآلة العود لفرعي التحضيري والبكالوريوس في الأكاديمية الأردنية للموسيقى، ومدرس آلة العود بالجامعة الأردنية.
كما شارك مع العديد من الفرق الموسيقية مثل فرقة شرق، إذ يُعد أحد مؤسسيها، وكتب ووزع لها العديد من الأعمال الموسيقية والغنائية التي صدرت في ألبوم (بيّن بين)، فرقة دوزان وأوتار، فرقة رم، فرقة شو هالأيام، فرقة الحنونة لإحياء التراث الشعبي الفلسطيني، فرقة الأكاديمية الأردنية للموسيقى، أوركسترا الشباب، وجوقة البلقاء، وغيره  .

## الألبومات
- 2008 بين بين - فرقة شرق
- 2013 ترحال
- 2014 موسيقى من عمان
- 2015 ألحان من طفولتي

## وصلات خارجية
- قناة طاق الجندي على يوتيوب
- طارق الجندي على ساوند كلاود